# يوسوك موراتا
يوسوك موراتا (باليابانية: 村田雄介؛ بالكانا: むらた ゆうすけ) هو مانغاكا ياباني، ولد في 4 يوليو 1978 في مياغي في اليابان.

## روابط خارجية
- يوسوك موراتا على موقع IMDb (الإنجليزية)
- يوسوك موراتا على موقع قاعدة بيانات الفيلم (الإنجليزية)
- يوسوك موراتا على موقع ANN person (الإنجليزية)